# Rodolfo Almirón

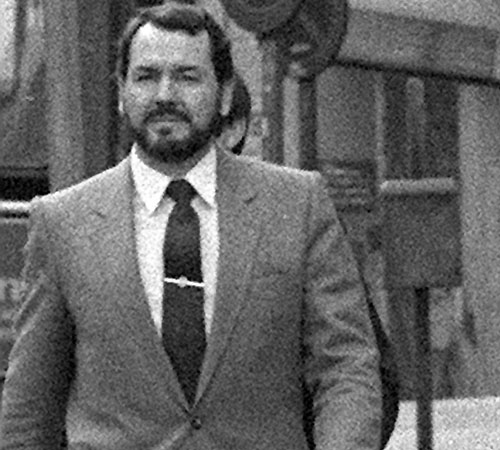
Rodolfo Almirón

Rodolfo Eduardo Almirón Sena (Puerto Bermejo (Chaco), 17 februari 1936 - Ezeiza (Buenos Aires), 5 juni 2009) was de leider van een moordcommando van de peronisten in Argentinië.
In 1973 kwamen na een langdurige militaire dictatuur de peronisten weer aan de macht. De linkervleugel van de partij had daarbij een grote rol gespeeld en werd door de rechtse leiders gezien als een bedreiging. Bovendien roerden zich de Monteneros, jonge stadsguerillas die naar het voorbeeld van de Tupamaros in Uruguay de revolutie op gang wilden brengen.
De regering van Juan Perón en zijn vrouw en opvolger Isabel Martínez de Perón werd feitelijk geleid door José López Rega. Deze richtte in het geheim de Argentijnse Anticommunistische Alliantie op, met aan het hoofd Rodolfo Almirón, die officieel verantwoordelijk was voor de beveiliging van de regering.
In de jaren 1973 - 1975 verdwenen door toedoen van de AAA tientallen linkse mensen. In 1975 vaardigde Isabel een decreet uit waarin ze opdracht gaf de "linkse subversie" hard aan te pakken, ook met onwettige middelen. De vuile oorlog werd daarmee officieel en aan het geheime commando was geen behoefte meer . De jacht op links werd voortgezet door de strijdkrachten.  Almirón vluchtte naar Spanje, waar hij later de beveiliging leidde van de in 1981 eveneens uitgeweken Isabel Perón.
In 2003 kwam in Argentinië Néstor Kirchner aan de macht, een van de slachtoffers van  Almirón. Er werd een justitieel onderzoek gestart en in 2006 werd  Almirón in Alicante opgepakt en op een vliegtuig gezet naar Argentinië. Daar stierf hij in juni 2009 in een ziekenhuis te Buenos Aires voordat zijn proces was begonnen.